# Jewgeni Nikolajewitsch Kulikow
Jewgeni Nikolajewitsch Kulikow (russisch Евгений Николаевич Куликов; * 25. Mai 1950 in Bogdanowitsch) ist ein ehemaliger sowjetischer Eisschnellläufer.
Er war der erste Läufer, der 500 Meter in unter 38 Sekunden lief. Seine Bestzeit in seiner Laufbahn  waren exakt 37 Sekunden. Dieser Weltrekord hielt 8 Jahre.
Bei den Olympischen Spielen 1976 in Innsbruck gewann er die Goldmedaille über 500 Meter. Vier Jahre später bei den Spielen in Lake Placid holte er Silber hinter Eric Heiden.
Im Jahr 1975 wurde er mit dem Oscar Mathisen Award ausgezeichnet.